# Edward Schiappa
Anthony Edward Schiappa, Jr. (nacido el 16 de noviembre de 1954) es un investigador y profesor estadounidense especializado en retórica y estudios de la comunicación, y trabaja actualmente en el Instituto Tecnológico de Massachusetts. Anteriormente, trabajó en el Departamento de Estudios Comunicacionales de la Universidad de Minnesota. Es el autor de ocho libros y de numerosos artículos publicados en revistas de estudios clásicos, estudios de la comunicación y del inglés, filosofía y psicología.

## Vida personal y formación
Schiappa nació en Miami, Florida. Su padre era un periodista que trabajó para el FBI, un hecho del que Schiappa escribió en 2009. Hizo sus estudios secundarios en Manhattan, Kansas, y se recibió en la Universidad de Kansas con especialización en Discurso y Teatro. Obtuvo sus título de máster (1984) y Ph.D. (1989) en Estudios Comunicacionales en la Northwestern University. Tiene dos hijas.

## Reconocimientos
Entre los reconocimientos de Schiappa se cuentan:
- Graduate Research Award, Communication Studies Department, Northwestern University, 1983, 1984, 1985.
- Outstanding Doctoral Dissertation Award, National Communication Association, 1989.
- Outstanding Doctoral Dissertation Award, Communication Studies Department, Northwestern University, 1989.
- Janice Lauer Award for the Best Essay in Volume Ten of Rhetoric Review, “Sophistic Rhetoric: Oasis or Mirage,” 1992.
- National Communication Association, Rhetorical and Communication Theory Division New Investigator Award, 1996.
- National Communication Association, Douglas W. Ehninger Distinguished Rhetorical Scholar Award, 2000.
- Gary Olson Award for the best book in Rhetorical and Cultural Theory, Defining Reality: Definitions and the Politics of Meaning, given by the Association of Teachers of Advanced Composition, 2004.
- Research Fellow, Rhetoric Society of America, 2006.
- National Communication Association, Rhetorical and Communication Theory Division Distinguished Scholar Award, 2006.
- National Communication Association, Distinguished Scholar Award, 2009.
- National Communication Association, Charles H. Woolbert Research Award, 2016.

## Libros
- Protagoras and Logos: A Study in Greek Philosophy and Rhetoric (Columbia: U. of South Carolina Press, 1991).
- Editor, Landmark Essays on Classical Greek Rhetoric (Mahwah, NJ: Lawrence Erlbaum, 1994).
- Editor, Warranting Assent: Case Studies in Argument Evaluation (Albany: State University of New York Press, 1995).
- Squeeze Play: The Campaign for a New Twins Stadium (Minneapolis: Minnesota Public Advocacy Research Report, 1998).
- The Beginnings of Rhetorical Theory in Classical Greece (New Haven: Yale University Press, 1999).
- Protagoras and Logos: A Study in Greek Philosophy and Rhetoric, Segunda edición (Columbia: U. of South Carolina Press, 2003).
- Defining Reality: Definitions and the Politics of Meaning. (Carbondale: Southern Illinois University Press, 2003).
- Beyond Representational Correctness: Rethinking Criticism of Popular Media (Albany: State University of New York Press, 2008).
- Professional Development During Your Doctoral Education. (Washington, D.C.: e-book de la National Communication Association, 2009).
- Con David Timmerman, Classical Greek Rhetorical Theory and the Disciplining of Discourse (Cambridge: Cambridge University Press, 2010).
- Con John Nordin, Keeping Faith With Reason: A Theory of Practical Argumentation. (NY: Pearson Custom Publishing, 2013).
- Con Robin Reames, Logos without Rhetoric: The Arts of Language before Plato. (Columbia: U. of South Carolina Press, 2017).
- Protágoras y el logos: Un estudio sobre filosofía y retórica griega (Madrid: Avarigani, 2018; traducción de la edición de 2003).